# Mary Wazir
Mary Wazir eller Mari Wazir var en kurdisk-irakisk feminist. Hon räknas som de tidigaste pionjärfeministerna i Irak.
Hon var gift med ‘Abd al-Masih Wazir och kom från Mardin i Kurdistan. Hon var anhängare till Faisal I och hade tillhört kretsen av hans anhängare när han var kung i Syrien, och sedan följt honom då han blev kung i Irak 1920.
När Iraks kvinnorörelse startade med bildandet av Women's Awakening Club 1923, blev hon dess sekreterare, och som sådan har hon blivit en av de pionjärfeminister som ofta omnämndes som sådana i irakiska historia.
Hon och hennes make blev medlemmar i Freya Starks Brotherhood of Freedom, som förespråkade västerländska liberala tankar under 1940-talet.